# Kanton Vaucouleurs
Vaucouleurs is een kanton van het Franse departement Meuse.

## Geschiedenis
Door het decreet van 17 februari 2014 werd op 22 maart 2015 het aangrenzende kanton Void-Vacon opgeheven en de 18 gemeenten toegevoegd aan het kanton Vaucouleurs. Ook werden de gemeenten Cousances-lès-Triconville, Dagonville, Erneville-aux-Bois, Nançois-le-Grand en Saint-Aubin-sur-Aire van het kanton Commercy en de gemeenten Nançois-sur-Ornain, Salmagne en Willeroncourt van het kanton Ligny-en-Barrois overgeheveld.
De toenmalige gemeente Loisey-Culey, die ook tot het kanton Ligny-en-Barrois had behoord, werd opgesplitst. De nieuwe gemeenten Culey en Loisey werden ook onderdeel van het kanton Vaucouleurs en bleven, net als de andere gemeenten die tot het kanton Ligny-en-Barrois, onderdeel van het arrondissement Bar-le-Duc waardoor het kanton nu onder twee arrondissementen valt: Bar-le-Duc en het arrondissement Commercy.

## Gemeenten
Het kanton Vaucouleurs omvat tegenwoordig de volgende gemeenten:
- Bovée-sur-Barboure
- Boviolles
- Brixey-aux-Chanoines
- Broussey-en-Blois
- Burey-en-Vaux
- Burey-la-Côte
- Chalaines
- Champougny
- Cousances-lès-Triconville
- Culey
- Dagonville
- Épiez-sur-Meuse
- Erneville-aux-Bois
- Goussaincourt
- Laneuville-au-Rupt
- Loisey
- Marson-sur-Barboure
- Maxey-sur-Vaise
- Méligny-le-Grand
- Méligny-le-Petit
- Ménil-la-Horgne
- Montbras
- Montigny-lès-Vaucouleurs
- Naives-en-Blois
- Nançois-le-Grand
- Nançois-sur-Ornain
- Neuville-lès-Vaucouleurs
- Ourches-sur-Meuse
- Pagny-la-Blanche-Côte
- Pagny-sur-Meuse
- Reffroy
- Rigny-la-Salle
- Rigny-Saint-Martin
- Saint-Aubin-sur-Aire
- Saint-Germain-sur-Meuse
- Salmagne
- Saulvaux
- Sauvigny
- Sauvoy
- Sepvigny
- Sorcy-Saint-Martin
- Taillancourt
- Troussey
- Ugny-sur-Meuse
- Vaucouleurs
- Villeroy-sur-Méholle
- Void-Vacon
- Willeroncourt